# Stenosoma teissieri
Stenosoma teissieri is een pissebed uit de familie Idoteidae. De wetenschappelijke naam van de soort is voor het eerst geldig gepubliceerd in 1976 door Prunus & Pantoustier.